# Park Yong-woo
Park Yong-woo (en coreano: 박용우; Goyang, Corea del Sur, 10 de septiembre de 1993) es un futbolista de Corea del Sur que juega en las posiciones de defensa y centrocampista con el Al-Ain F. C. de la UAE Pro League.

## Carrera

### Clubes
| Club                      | País                   | Año       |
| ------------------------- | ---------------------- | --------- |
| F. C. Seoul               | Corea del Sur          | 2015-2016 |
| Ulsan Hyundai             | Corea del Sur          | 2017-2023 |
| → Gimcheon Sangmu (draft) | Corea del Sur          | 2020-2021 |
| Al-Ain F. C.              | Emiratos Árabes Unidos | 2023-     |

### Selección nacional
Debutó con Corea del Sur en junio de 2019 en un partido amistoso ante Perú. Anteriormente jugó 16 partidos con la selección olímpica, incluyendo los Juegos Olímpicos de Río de Janeiro 2016.

## Palmarés

### Títulos nacionales
| Título        | Club            | País          | Año  |
| ------------- | --------------- | ------------- | ---- |
| Korean FA Cup | F. C. Seoul     | Corea del Sur | 2015 |
| K League 1    | F. C. Seoul     | Corea del Sur | 2016 |
| Korean FA Cup | Ulsan Hyundai   | Corea del Sur | 2017 |
| K League 2    | Gimcheon Sangmu | Corea del Sur | 2021 |
| K League 1    | Ulsan Hyundai   | Corea del Sur | 2022 |
| K League 1    | Ulsan Hyundai   | Corea del Sur | 2023 |

### Títulos internacionales
| Título                      | Equipo       | Sede                   | Año     |
| --------------------------- | ------------ | ---------------------- | ------- |
| Liga de Campeones de la AFC | Al-Ain F. C. | Emiratos Árabes Unidos | 2023-24 |